# Lenguas de oïl
Las lenguas de oíl (en francés langues d'oïl ) son una familia de lenguas romances originadas en territorios de la actual Francia septentrional, parte de Bélgica, Suiza y las islas Anglonormandas del canal de la Mancha. Las lenguas de oil son un continuo de dialectos que incluyen el francés estándar y sus lenguas autóctonas emparentadas habladas históricamente en el norte de Francia, el sur de Bélgica y las Islas del Canal. Estas pertenecen a la categoría más amplia de lenguas galorromances, que incluyen también las lenguas históricas del centro-oriente de Francia y Suiza occidental, el sur de Francia, porciones de Italia del norte y el valle de Arán en España.
Los lingüistas dividen las lenguas romances de Francia, y especialmente las de la Francia Medieval, en dos subgrupos geográficos principales: las lenguas de oil al norte, y las lenguas de oc en el sur de Francia. Ambos grupos reciben sus nombres en referencia a cómo se pronuncia la palabra «sí» en ellas o en sus lenguas ancestrales recientes. La lengua de oil moderna más común es el francés estándar, en el que la palabra ancestral «oïl» se ha convertido en «oui».
Hay que distinguir entre dos usos del término:
1. Langue d'oïl es una expresión del francés antiguo que se traduce como lengua de oíl (oïl significa 'sí' en francés antiguo). En este sentido, sería una lengua del grupo de lenguas romances habladas en el norte de Francia. A partir de la segunda mitad del siglo xx hay una tendencia a usar la expresión en plural para distinguir una lengua concreta aislada del grupo lingüístico como un todo.
2. El término langue d'oïl también se puede emplear en un sentido histórico para referirse al francés antiguo. El subsiguiente desarrollo de oïl a oui se realizó en el francés moderno.

## Aspectos históricos, sociales y culturales

### Historia
La lengua referida habitualmente como francés estándar es una lengua de oíl, pero los territorios de la actual Francia continental han incluido durante siglos grandes grupos de hablantes de lenguas de oíl distintos del francés, así como hablantes de otras lenguas romances (arpitán, occitano-gascón, catalán) y no romances (vasco, bretón, flamenco y alsaciano).
Aunque los diferentes estándares literarios de las lenguas de oíl podrían haber evolucionado durante el Medioevo a una situación en la que cada lengua mantuviese su estatus en el territorio donde era hablada, la centralización del reino de Francia y su influencia incluso fuera de sus fronteras tuvo el efecto de enviar la mayoría de las diversas lenguas de oíl a la oscuridad durante varios siglos. Existen dos teorías principales para explicar la preeminencia del francés estándar.

### La teoría franciana (francien)
Afirma que el franciano (francien), la lengua de oíl de la región de París y, por lo tanto, de la corte francesa, se impuso simplemente como lengua oficial en todo el territorio del reino porque era la lengua del rey. Este franciano se convirtió en la base de la lengua francesa moderna con el paso del tiempo. La evidencia lingüística sugiere desechar esa idea, aunque es citada a menudo en libros de divulgación científica.[cita requerida]

### La teoría de lalengua franca
Sus partidarios defienden variedades de la siguiente teoría: el francés impuesto por la ordenanza de Villers-Cotterêts para reemplazar el latín no era una variedad de oíl, sino una lengua administrativa generalizada, comprensible para todos a partir de eliminar características regionales; es decir, una lengua franca-francesa.
Se cree[¿quién?] que esta lengua no estaba prevista como lengua nacional, sino simplemente como una lengua de cancillería para temas legales y administrativos. Sin embargo, el desarrollo de una literatura en esta nueva lengua animó a los escritores a usar francés más que sus propias lenguas regionales. Esto llevó al declive de la literatura en lenguas vernáculas.
Antes de la Primera Guerra Mundial, el francés normativo no era la lengua primaria de los franceses[cita requerida], sino las lenguas regionales, más usadas en casas y el ámbito rural. Esto también era el caso para las lenguas de oíl diferentes del francés estándar.

## Literatura
A resguardo de la influencia de la literatura francesa, una pequeña literatura en otras lenguas de oíl ha sobrevivido. El teatro está bien representado en el picardo y el poitevin-santongés; la literatura oral (cuentos) está especialmente viva en galó (no confundir con la lengua celta), por ejemplo, mientras que la literatura en normando y en valón, especialmente la del siglo xix, tienden a tener su punto fuerte en poesía y textos escritos.

## Uso y distribución
Aparte del francés, lengua oficial en muchos países, las lenguas de oíl están en una situación bastante mala. Actualmente el valón, el lorenés (bajo el nombre local del gaumais) y el champañés tienen estatus de lenguas regionales de Valonia. 
Las lenguas de las islas anglonormandas tienen una cierta protección bajo sus respectivos Gobiernos y dentro del marco que tiene el Consejo Británico-Irlandés para lenguas regionales y menos usadas.
El Gobierno francés reconoce las lenguas de oíl como «lenguas de Francia», pero la Constitución le impide firmar la Carta Europea de las Lenguas Minoritarias o Regionales.[cita requerida]

## Influencias
El inglés ha sido muy influido por su contacto con el normando tras la conquista normanda, y mucho del vocabulario adoptado muestra características típicas de esta lengua de oíl. El francés hablado en Bélgica presenta alguna influencia del valón.
Por su parte, las lenguas de oíl han sido influidas más o menos por las lenguas nativas de los pueblos germánicos que las conquistaron, principalmente de los francos.
El desarrollo del francés en América del Norte fue influido por las hablas de los colonizadores, que en su mayoría eran del noroeste de Francia, y que introdujeron características de las lenguas de oíl en las variedades de francés que hablaban.

## Clasificación

Lenguas de oïl, de acuerdo con Marie-Rose Simoni-Aurembou (2003).

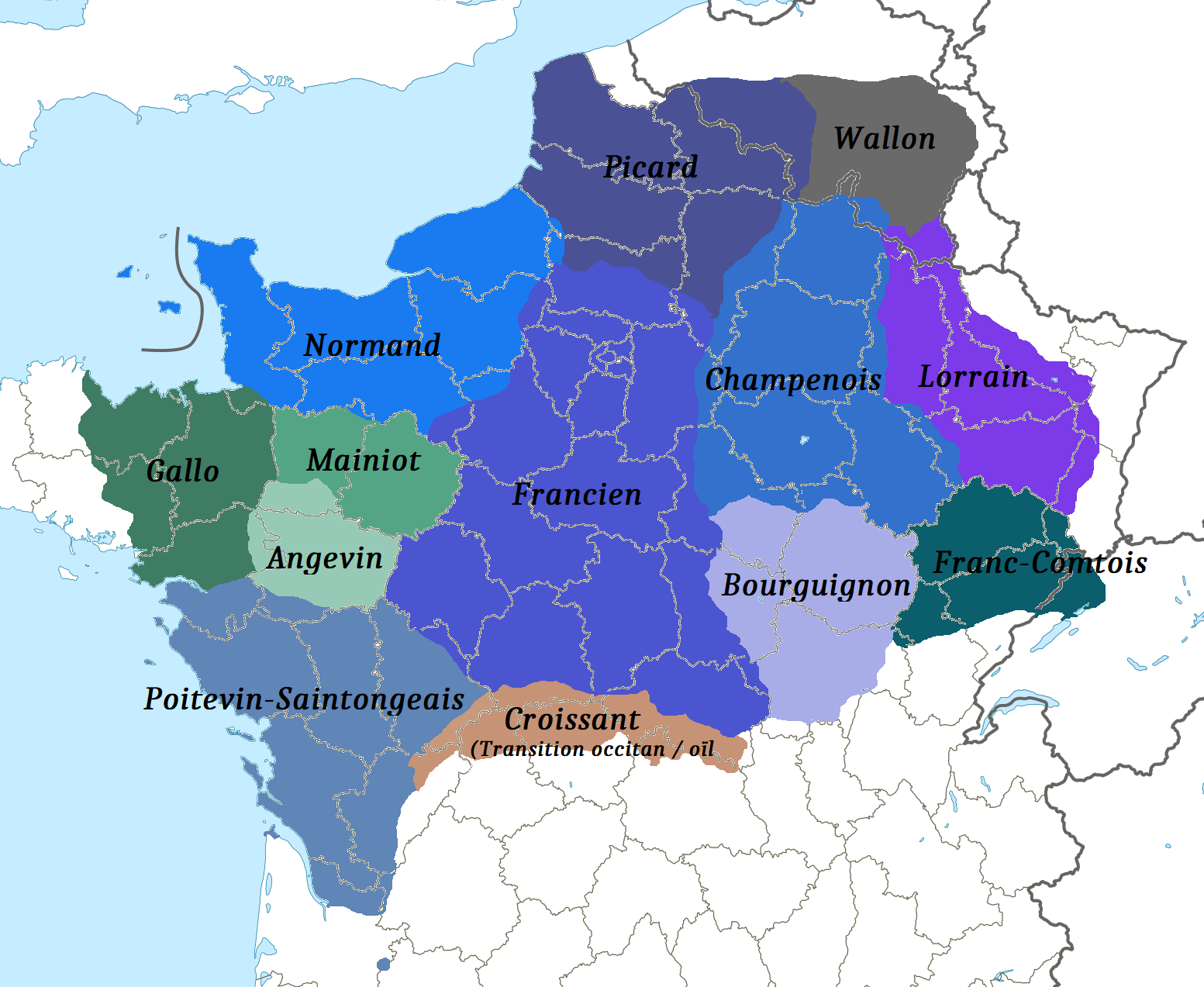
Lenguas de oïl según el atlas de lenguas regionales francesas.

### Variedades regionales
Una lista (no exhaustiva) de las variedades regionales de lenguas de oíl es:
- Angevin-mayenés (angevin-mayennais).
- Berrichón (berrichon).
- Borgoñón (bourguignon).
- Champañés (champenois).
- Franco-comtés (franc-comtois).
- Francés o franciano (français o francien)
- Galó (hablado en Bretaña; gallo).
- Lorenés (lorrain).
- Normando (normand)
  - Anglonormando (†).
  - Guerneseyés (hablado en Guernsey).
  - Jerseyés (hablado en Jersey).
  - Sercquiais (hablado en Sark).
  - Alderneyés (hablado en Alderney).
- Picardo (picard)
- Poitevin-santongés (poitevin-saintogeais)
- Valón (wallon)

### Lenguas criollas derivadas del francés
Diversas lenguas criollas y pidgin se han formado con base en el francés y a veces se incluyen entre las lenguas de oíl:
- Idioma chiac (también con base en el inglés).
- Criollo haitiano.
- Michif.